# Plectiscidea zonata
Plectiscidea zonata là một loài tò vò trong họ Ichneumonidae.